# Tanah Subur
Tanah Subur is een bestuurslaag in het regentschap Aceh Tenggara van de provincie Atjeh, Indonesië. Tanah Subur telt 155 inwoners (volkstelling 2010).